# Liste der denkmalgeschützten Objekte in St. Florian am Inn
Die Liste der denkmalgeschützten Objekte in St. Florian am Inn enthält die denkmalgeschützten, unbeweglichen Objekte der Gemeinde St. Florian am Inn im Bezirk Schärding (Oberösterreich).

## Denkmäler
| Foto |                 | Denkmal                                                                   | Standort                                             | Beschreibung | Metadaten |
| ---- | --------------- | ------------------------------------------------------------------------- | ---------------------------------------------------- | --- | --- |
| ja   | Datei hochladen | Kath. Pfarrkirche hl. Florian HERIS-ID: 52570 Objekt-ID: 59736            | Sankt Florian am Inn Standort KG: St. Florian am Inn | Die gotische zweischiffige Hallenkirche hat ein dreijochiges Langhaus mit Netz-Sternrippengewölben ähnlich der Wallfahrtskirche Maria Schöndorf. Der Fronbogen ist eingeschnürt. Der dreijochige mit dem Langhaus fast gleich breite Chor mit einem Netzrippengewölbe nach der Wechselberger Figuration und einem Dreiachtelschluss ist überhöht und in der Achse etwas nach Süden verschoben. Die Strebepfeiler sind reich abgestuft. | BDA-Hist.: Q25929202 Status: § 2a Stand der BDA-Liste: 2025-06-30 Name: Kath. Pfarrkirche hl. Florian GstNr.: .1 Pfarrkirche hl. Florian (Sankt Florian am Inn) |
| ja   | Datei hochladen | Friedhof christlich HERIS-ID: 74205 Objekt-ID: 87605                      | Sankt Florian am Inn Standort KG: St. Florian am Inn | Der teilweise ummauerte Friedhof wurde 1832 errichtet; in die Mauern sind zwei Kapellen sowie mehrere Wandgräber eingesetzt. | BDA-Hist.: Q38134284 Status: § 2a Stand der BDA-Liste: 2025-06-30 Name: Friedhof christlich GstNr.: 79, 87/1 Friedhof St Florian am Inn                         |
| ja   | Datei hochladen | Landwirtschaftliche Fachschule Otterbach HERIS-ID: 76873 Objekt-ID: 90470 | Otterbach 9 Standort KG: Otterbach                   | Auf dem im frühen 19. Jahrhundert erbauten Bauernhof, der ab 1833 Felix und Katherina Wieninger gehörte, fanden bereits ab 1845 landwirtschaftliche Fachvorträge statt; 1890 wurde durch Georg Wieninger eine Bäuerliche Volkshochschule nach dänischem Vorbild gegründet, die sich seit 1912 im Besitz des Landes Oberösterreich befindet. Das eigentliche Schulgebäude, ein dreigeschoßiger späthistoristischer Bau, wurde zwischen 1910 und 1912 errichtet. Das zweigeschoßige Nebengebäude wurde 2001 bis 2003 errichtet und umschließt zusammen mit dem Hauptgebäude U-förmig einen Hof. | BDA-Hist.: Q26271148 Status: § 2a Stand der BDA-Liste: 2025-06-30 Name: Landwirtschaftliche Fachschule Otterbach GstNr.: .114                                   |